# Nephrotoma madagascariensis
Nephrotoma madagascariensis är en tvåvingeart som först beskrevs av Günther Enderlein 1912.  Nephrotoma madagascariensis ingår i släktet Nephrotoma och familjen storharkrankar.
Artens utbredningsområde är Madagaskar. Inga underarter finns listade i Catalogue of Life.